# Рубин, Исаак Ильич
Исаа́к Ильи́ч Ру́бин (12 июня 1886, Динабург — 27 ноября 1937) — советский экономист, историк экономической мысли, профессор.

## Биография
Родился в состоятельной еврейской семье. С пяти лет учился в хедере, затем у домашних учителей и в гимназии. Сдал экстерном курс классической гимназии в Витебске.
Член Бунда с 1904 года, вёл пропагандистскую работу среди рабочих в черте оседлости. В 1905 был арестован, спустя два месяца выпущен на свободу по амнистии после Манифеста 17 октября.
Окончил юридический факультет Петербургского университета, где учился в 1906—1910 годах.
В 1912 г. переехал в Москву, где сначала работал присяжным поверенным. В 1913—1914 годах опубликовал статьи по гражданскому праву. С 1915 до августа 1917 работал секретарём-делопроизводителем Земского союза и московского городского союза. В 1917—1918 годах был секретарём и помощником в юридической части Московской экономической кассы страхования, работал также в редакциях различных журналов.
Во время Первой мировой войны примыкал к меньшевикам-интернационалистам. В начале 20-х гг. член партии меньшевиков. Продолжал свою деятельность в московской организации Бунда, после раскола в ней в апреле 1920 остался с той частью членов организации, которая отказалась идти на слияние с РКП(б). Был избран в Центральный комитет Бунда, затем стал секретарём ЦК.
В 1919—1921 находясь на службе в Красной Армии, преподавал общественные науки на Военно-технических курсах в Москве.
В 1920—1922 годах работал в Наркомпросе.
В 1921 году — профессор Московского университета (по предмету экономической доктрины Маркса). Как пишет Краткая еврейская энциклопедия, Рубин считался одним из ведущих советских марксоведов в области марксистской политической экономии. По свидетельству Овшия Яхота, Рубин много лет считался признанным авторитетом в этой области.
Преподавал политическую экономию в 1-м Московском Университете, Институте красной профессуры, Институте народного хозяйства и Свердловском университете.
С февраля 1921 года несколько раз арестовывался ВЧК, освобождался из заключения по ходатайству видных большевиков А. В. Луначарского, М. Н. Покровского, В. П. Волгина, Н. М. Лукина.
С весны 1923 г. по декабрь 1924 в тюрьме, затем до осени 1926 в ссылке в Карасубазаре (Крым).
В 1926—1930 годах работал в Институте К. Маркса и Ф. Энгельса, зав. кабинетом политической экономии.
В 1928 началась научная дискуссия по книге Рубина «Очерки по теории стоимости Маркса», постепенно переросшая в травлю по политическим мотивам. Рубин был обвинён в фальсификации экономической теории марксизма и объявлен лидером идеалистического направления в политической экономии. Его идеи получили название «рубинщина».
Его арестовали в ночь на 24 декабря 1930 г. На первом допросе заявил, что не имел отношения к меньшевикам с 1923 года, однако методы следствия заставили его дать признательные показания. В 1935 Рубин рассказал сестре, навестившей его в ссылке, что был болен после избиений и психологического давления и после расстрела в его присутствии двух заключённых согласился дать любые показания, в том числе о том, что будто бы передал Д. Б. Рязанову меньшевистские документы.
В марте 1931 на процессе «Союзного бюро ЦК меньшевиков» Рубин был приговорён к пяти годам заключения, заменённым ссылкой в Казахстан.

«Преступление» Рубина заключалось в том, что он преподавал марксизм в духе идей Каутского и других признанных в этой области авторитетов, не следуя новейшим трактовкам марксизма в интерпретации большевиков, тем более в интерпретации Сталина. Партийное руководство испытывало особое раздражение к Рубину, поскольку многие большевики относились к его идеям как к истинному марксизму.
— Ясный Н. Советские экономисты 1920-х годов. Долг памяти. — М.: Дело, 2012. — С. 270.
19 ноября 1937 г. был снова арестован в г. Актюбинске. 27 ноября 1937 приговорён к расстрелу, приговор приведён в исполнение в тот же день. Реабилитирован в 1989—1991 гг.

## Семья
- Родители — Эля (Эльяш) Ицикович Рубин (1852—?) и Этля (Этель) Гиршевна Рубина (1854—?), жили в собственном доме на углу Петербургской и Московской улиц, № 21б—12/1 (дом Рубина).
- Брат — философ Арон Рубин; племянник — востоковед-синолог Виталий Рубин.
- Жена — Полина Петровна Рубина (1884—1958).

## Книги
- Абстрактный труд и стоимость в системе Маркса. — М., 1928.
- «Очерки по теории стоимости Маркса», М.- Л., 1923, 1924, 1928, 1929, 1930. pdf, 144Mb (недоступная ссылка)
- «История экономической мысли» (учебное пособие). М., 1926, 1928, 1929, 1930.
- Физиократы — М., 1927. — 151 с.
- Современные экономисты на Западе. Оппенгеймер. Штольцман. Амонн. Петри. Лифман. Критические очерки — М., 1927. — 324 с.
- Франсуа Кенэ. Основатель физиократической теории. — М., 1929. — 144 с. — (Жизнь замечательных людей)